# 于福文
于福文，男、中共政治、軍事人物、少將。

## 生平
歷任广東省人大代表、廣東省軍區副司令員。
2023年3月1日上午，广东省军区少将副司令员于福文带领工作组检查调研了阳春市市人武部全面建设和春季征兵工作。阳江市委常委、军分区大校司令员张春山，阳江市人大常委会副主任、阳春市委书记、市人武部党委第一书记李宗瑞，阳江军分区战备建设处上校处长王亚君，阳春市委常委、市人武部上校部长李泽方陪同。
2023年5月30日上午，广东省军区少将副司令员于福文參加广东省人大對國有資產管理等問題的討論